# Forsområdet
Forsområdet är en stadsdel i sydvästra Motala.
1960 räknades området som en egen tätort inom Aska landskommun med 207 invånare. 1965 hade tätorten upplösts, utan angiven orsak. Idag ligger stadsdelen inom Motala tätort.